# Alexandru Fölker
Alexandru Fölker (28 de enero de 1956) es un jugador balonmano rumano de la minoría de habla alemana suabos del Banato. Consiguió 3 medallas olímpicas como jugador. 